# متیو لیپمن

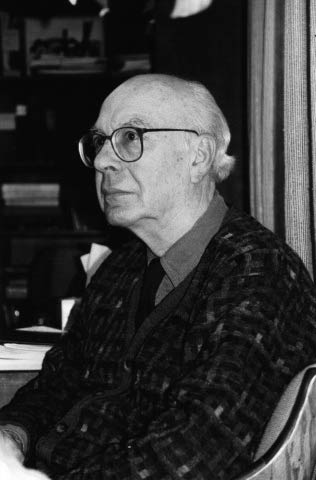
متیولیپمن

متیو لیپمن (به انگلیسی: Matthew Lipman) (زاده ۲۴ اوت ۱۹۲۳ در واینلند، نیوجرسی – درگذشته ۲۶ دسامبر ۲۰۱۰ در اورنج غربی، نیوجرسی) فیلسوف آمریکایی و بنیان‌گذار فلسفه برای کودکان است. او دکترای فلسفه را در سال ۱۹۵۴ از گروه فلسفه دانشگاه کلمبیا گرفت. هجده سال در همین دانشگاه، فلسفه تدریس می‌کرد. سپس به دانشگاه دولتی مونتکلیر رفت و در آنجا مؤسسه توسعه و پیشبرد فلسفه برای کودکان(IAPC) را تأسیس کرد. دکتر فرزانه شهرتاش با دریافت بورسیه از این مؤسسه در سال 2008 دوره آنلاین تربیت معلم فلسفه برای کودکان دانشگاه مونتکر را  گذراند. همچنین  از ایران محمدرضا واعظ شهرستانی در قالب بورسی در این موسسه(IAPC) به صورت حضوری آموزش دیده است‌.
متیو لیپمن جایزه سال ۲۰۰۱ انجمن فلسفی آمریکا را به خود اختصاص داد.

## آثار
- تفکر در تعلیم و تربیت (Thinking in Education)، فرزانه شهرتاش(مترجم)، مژگان رشتچی(مترجم)، مارینا فرهودی‌زاده (مترجم) ، خدیجه هزارپیشه (ویراستار دستوری)، تهران: انتشارات شهرتاش، 1402
- فلسفه به مدرسه می‌رود (Philosophy Goes to School)، متیو لیپمن، مارینا فرهودی‌زاده (مترجم)، فرزانه شهرتاش (مترجم)، پویان پروین اردبیلی (ویراستار دستوری)، تهران: انتشارات شهرتاش 1398
- الفی: دلیل‌آوری درباره‌ی تفکر (Elfie: Reasoning about Thinking)، متیو لیپمن،  فاطمه رنجبران (مترجم)، مارینا فرهودی‌زاده (مترجم)، فرزانه شهرتاش (ویراستار)، تهران: انتشارات شهرتاش، 1399
- فکرهایمان را روی هم بگذاریم: راهنمای تدریس الفی (Getting out Thoughts Together: Instructional Manual to Accompany Elfie) متیو لیپمن، سمیرا پورحسن زنوز (مترجم)، مارینا فرهودی‌زاده (مترجم)، فرزانه شهرتاش (مترجم)، خدیجه هزارپیشه (ویراستار دستوری)، تهران: انتشارات شهرتاش، 1398
- کیو و گاس: دلیل‌آوری درباره‌ی طبیعت (Kio and Gus: Reasoning About Nature)  متیو لیپمن، فاطمه رنجبران (مترجم)، مهسا محمدحسینی (مترجم)، فرزانه شهرتاش (ویراستار)، خدیجه هزارپیشه (ویراستار دستوری)، تهران: انتشارات شهرتاش، 1400
- حیرت از جهان: راهنمای تدریس کیو و گاس (Wondering at the world: Instructional Manual to Accompany Kio and Gus)متیو لیپمن. بشیر باقی(مترجم)، مارینا فرهودی‌زاده(مترجم)، فرزانه شهرتاش(مترجم) خدیجه هزارپیشه (ویراستار دستوری)، تهران: انتشارات شهرتاش، 1402
- پیکسی: دلیل‌آوری درباره‌ی زبان (Pixie: Reasoning about Language) متیو لیپمن،  اعظم قاسمی (مترجم)، فرزانه شهرتاش (مترجم)، فاطمه رنجبران (ویراستار)، مارینا فرهودی‌زاده (ویراستار)، خدیجه هزارپیشه (ویراستاردستوری)، محمدامین منزوی (ویراستار تطبیقی) تهران: انتشارات شهرتاش، 1402
- به دنبال معنا: راهنمای تدریس پیکسی (Looking for meaning: Instructional Manual to Accompany Pixie) متیو لیپمن، ترجمه‌ی مارینا فرهودی، محمدامین منزوی، ویراسته‌ی فرزانه شهرتاش. تهران: انتشارات شهرتاش 1403
- نوس: دلیل‌آوری درباره‌ی اخلاق (Nous: Reasoning about Ethics). متیو لیپمن،  نسیم شنگرف فام (مترجم)، فرزانه شهرتاش (مترجم)، خدیجه هزارپیشه (ویراستاردستوری)، محمدامین منزوی (ویراستار تطبیقی) تهران: انتشارات شهرتاش، 1402
- تصمیم بگیریم چه کار کنیم: راهنمای تدریس نوس (Deciding what to do: Instructional Manual to Accompany Nous)متیو لیپمن،  نسیم شنگرف فام (مترجم)، فرزانه شهرتاش (ویراستار)، مارینا فرهودی‌زاده (ویراستار)، تهران: انتشارات شهرتاش، 1402
- کشف هری استاتلمیر: دلیل‌آوری درباره‌ی دلیل‌آوری (Harry Stottlemeier's Discovery: Reasoning about Reasoning), متیو لیپمن، بهروز شجاعیان (مترجم)، تهران: انتشارات کرگدن، 1402
- کندوکاو فلسفی: راهنمای تدریس کشف هری (Philosophical Inquiry: Instructional Manual to Accompany Harry Stottlemeier's Discovery), متیو لیپمن، بهروز شجاعیان (مترجم)، تهران: انتشارات کرگدن، 1402
- لیزا: دلیل‌آوری در اخلاق (Lisa: Reasoning in Ethics) متیو لیپمن، حمیده بحرینی (مترجم)، مهرنوش تکلیف (ویراستار)، تهران: پژوهشگاه علوم انسانی و مطالعات فرهنگی، ۱۳۸۹
- کندوکاو اخلاقی: راهنمای تدریس لیزا (Ethical Inquiry: Instructional Manual to Accompany Lisa)
- سوکی: دلیل‌آوری در هنرهای زبانی (Suki: Reasoning in Language Art)
- نوشتن: چرا و چگونه؟: راهنمای تدریس سوکی (Writing: How and why: Instructional Manual to Accompany Suki)
- مارک: دلیل‌آوری در مطالعات اجتماعی (Mark: Reasoning in Social Studies
- كندوكاو اجتماعی: راهنمای تدریس مارک (Social Inquiry: Instructional Manual to Accompany Mark)